# Семикласники
«Семикласники» — радянський дитячий художній фільм 1938 року, знятий режисерами Яковом Протазановим і Григорієм Левкоєвим на кіностудії «Союздитфільм».

## Сюжет
Діма Рощин мріє стати авіаконструктором. Він дає обіцянку однокласникам, що влітку зробить літаючу модель винищувача і виступить з нею на осінніх змаганнях. У піонерському таборі Діма дійсно створює модель. Але вона не полетіла. Не полетіла й друга модель, а хлопчик вже почав смакувати плоди слави юного авіаконструктора. Хлопці співчувають Дімі і організовують йому допомогу в особі кращих учнів. Але, несподівано для всіх, Діма відмовляється працювати над своєю конструкцією. На допомогу хлопчикові приходить батько і допомагає йому позбутися від хворобливого марнославства. В день авіації винищувач, зроблений учнями 7-го класу за кресленнями Діми Рощина, злетить у повітря і встановить новий рекорд серед юних авіамоделістів.

## У ролях
- Юрій Мітаєв — Діма Рощин
- Олександр Зражевський — батько Діми Рощина
- Анна Запорожець — мама Діми Рощина
- Микола Гладков — Альоша, льотчик
- Ніна Русінова — Раїса Павлівна
- Віктор Громов — Іван Кузьмич
- Сергій Ніконов — Марк, піонервожатий
- Лідія Драновська — Женя
- Марина Ковальова — Таня Русанова
- Григорій Аронов — Льовка
- Вадим Гусєв — школяр
- Людмила Шагалова — Льоля
- Володимир Єлісєєв — Костя

## Знімальна група
- Режисери — Яків Протазанов, Григорій Левкоєв
- Сценаристи — Наум Кауфман, Валентина Любимова
- Оператор — Марк Магідсон
- Композитор — Віссаріон Шебалін
- Художники — С. Кузнецов, Яків Фельдман